# Ctenocystoidea
Los ctenocistoideos (Ctenocystoidea) son una clase extinta de equinodermos homalozoos que vivieron durante el Cámbrico Medio de Norteamérica y Bohemia.

## Características
Los ctenocistoideos presentan una simetría casi bilateral. Tenían una teca muy parecida a los Cincta pero carecían de aulacóforo (apéndice o brazo terminal). El cuerpo estaba cubierto de placas; las marginales eran grandes y alargadas y formaban un reborde que rodeaba una multitud de placas pequeñas.
La característica distintiva del grupo es la presencia en la parte anterior de una estructura exclusiva, el ctenidio, compuesto por pequeñas placas alargadas que formaban dos series a ambos lados de la boca. Tras el ctenidio, existía un espacio donde se alojaba el sistema ambulacral.

## Taxonomía
Los ctenocistoideos incluyen dos géneros:
- Género Ctenocystis
- Género Etoctenocystis